# ブータンの国旗
ブータンの国旗は、19世紀の頃から現在のものと似たものがあったが、現在の形になったのは、1969年頃である。
龍は、ドゥク（Druk、雷龍の意）と呼ばれるものであり、それはブータンがチベット語の方言で「龍の地」として知られていることを暗示している。龍の爪についているのは宝石で、富を象徴している。龍が白色なのは純粋さと忠誠心を表しているからである。背景は2つの色に分けられており、それぞれ世俗の君主政治（黄色）と仏教（オレンジ）を象徴している。
龍の鱗が1つ1つ細かく描かれており、世界的にも複雑な国旗の1つである。
このほか、ブータンの国営航空会社ロイヤルブータン航空では、垂直尾翼に国旗のデザインを描いている。

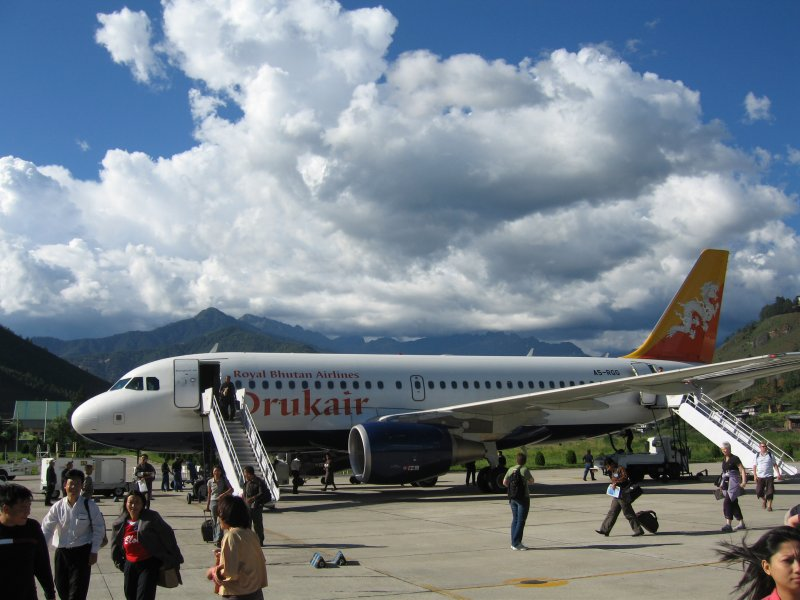
ドゥルク航空の機体

## 歴史

?1949年～1956年
?1956年～1969年
??同、縦横比2:3の別タイプ